# 石碑

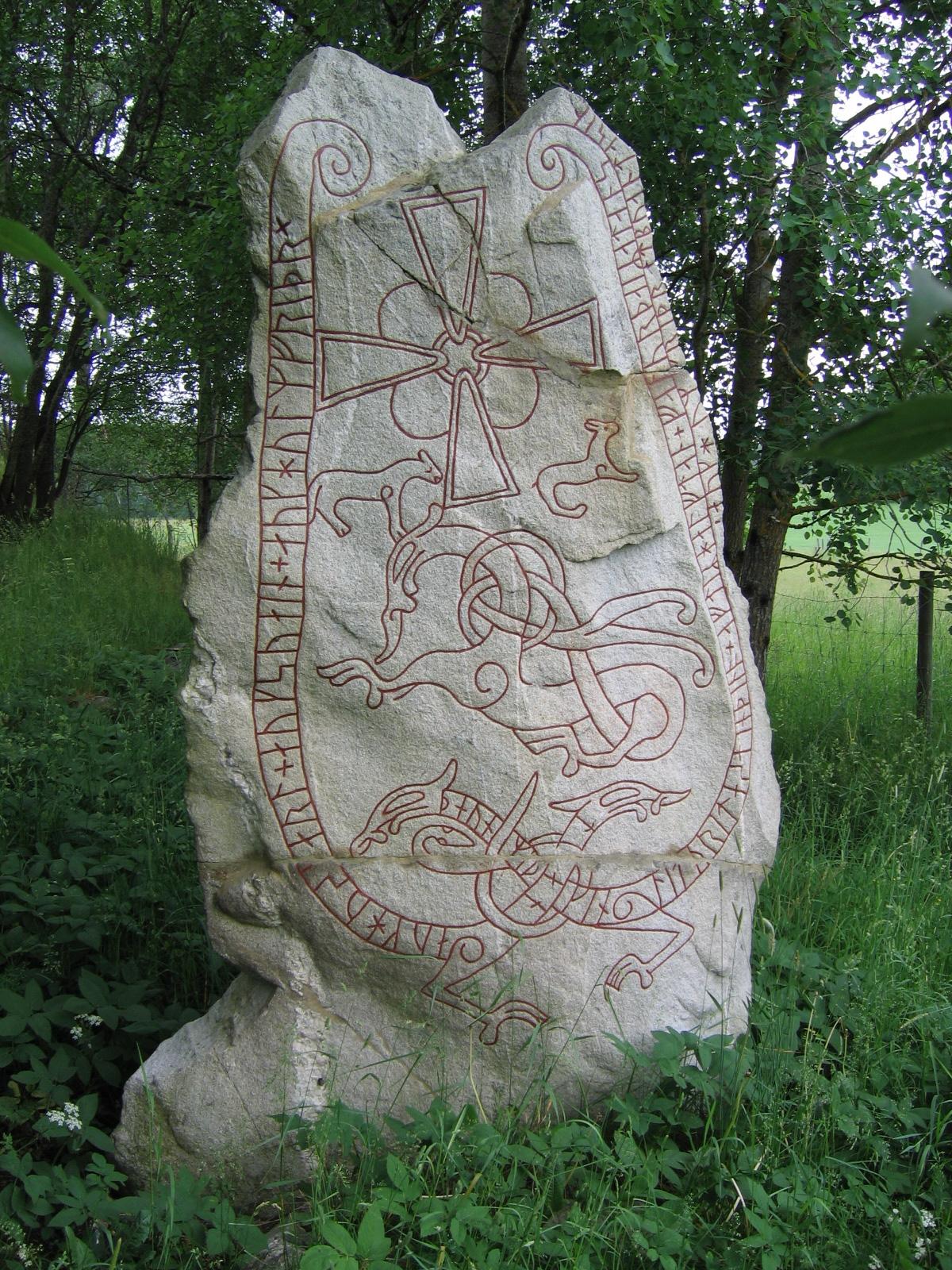
ルーン石碑

石碑（せきひ、英語: stele, stela, Stone monument）とは、人類が何らかの目的をもって銘文（碑文ともいう）を刻んで建立した石の総称。「碑（いしぶみ）」ともいう。墓石としてなど他の目的を持たず、銘文を刻むこと自体を目的とするものをいう（ただし、英語の stele の場合は、木製のものや墓碑も含む場合がある）。なお、何かの記念として建てられたものを記念碑（きねんひ）、和歌・短歌や歌謡曲・唱歌などの歌詞を刻んだものを歌碑（かひ）、俳句を刻んだものを句碑（くひ）、詩を刻んだものを詩碑（しひ）という。

## 概要
石自体がひとつの彫刻になっている場合は、「石彫」と呼んで区別することが多い。また、岩絵が刻まれているものは、「石碑」とは呼ばず、文字が刻まれて、一時的にも建立された、または建立する意識がみられるものを指す。形状は、縦長で表面が平坦な石が用いられることが多いが自然石をそのまま用いる場合もある。
王朝の起源、伝説、王の業績などの歴史的事件を刻んで王室の権威を高めるプロパガンダに用いられることがあったため、石碑を建てた権力者が倒されると、石碑が倒されたり銘文が削られたり破壊されたりすることが多かった。マヤの諸都市に建てられた石碑もその好例である。新たな権力者は自分の権力の正統性を石碑に刻ませた。
石碑として残されるのは、輝かしい事績ばかりとは限らない。慰霊碑や災害記念碑のように、悲劇的な事象が再び起こらないよう、後世への戒めとして建てられている碑も存在する。

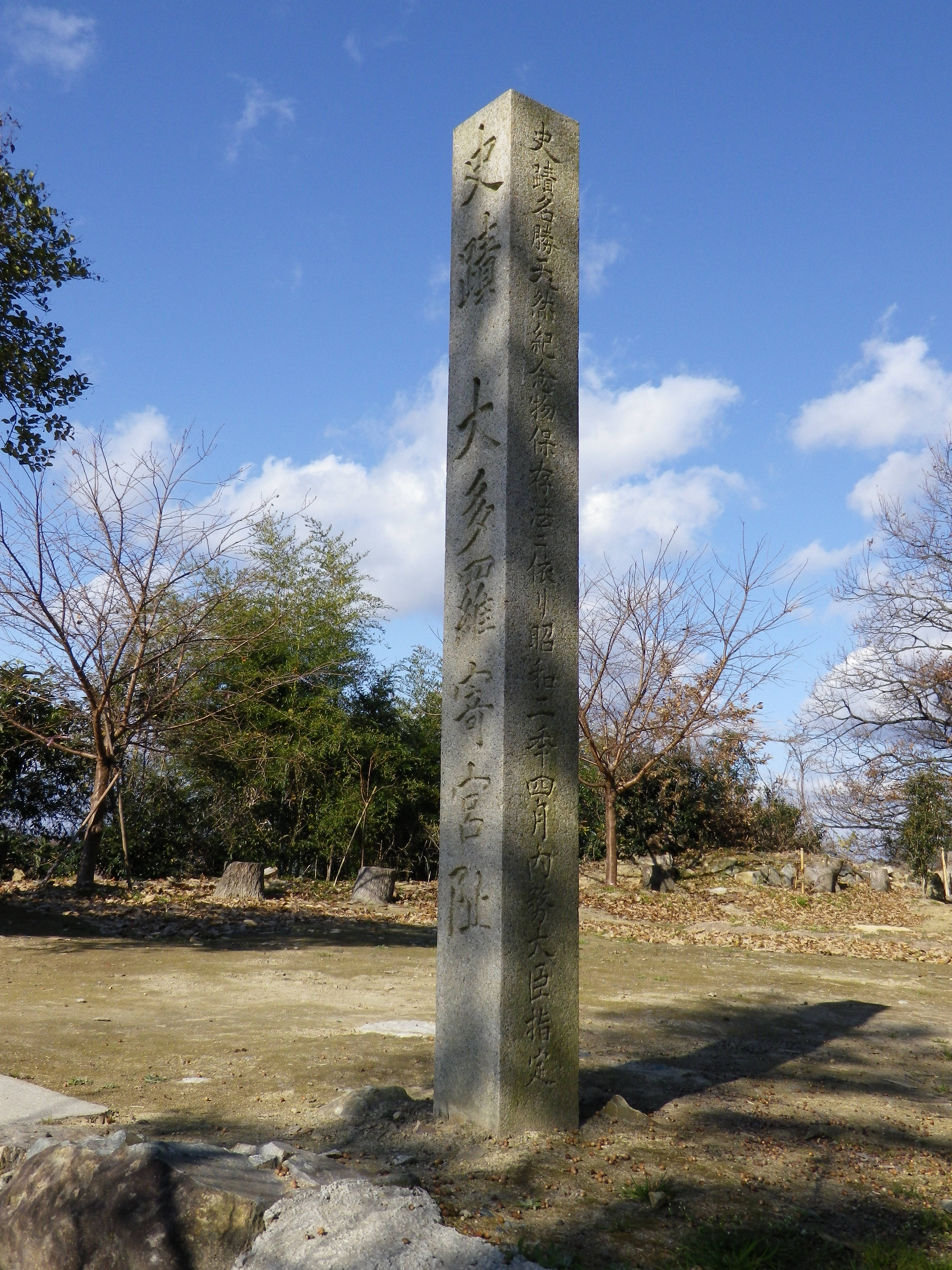
四角柱の石碑（大多羅寄宮跡）
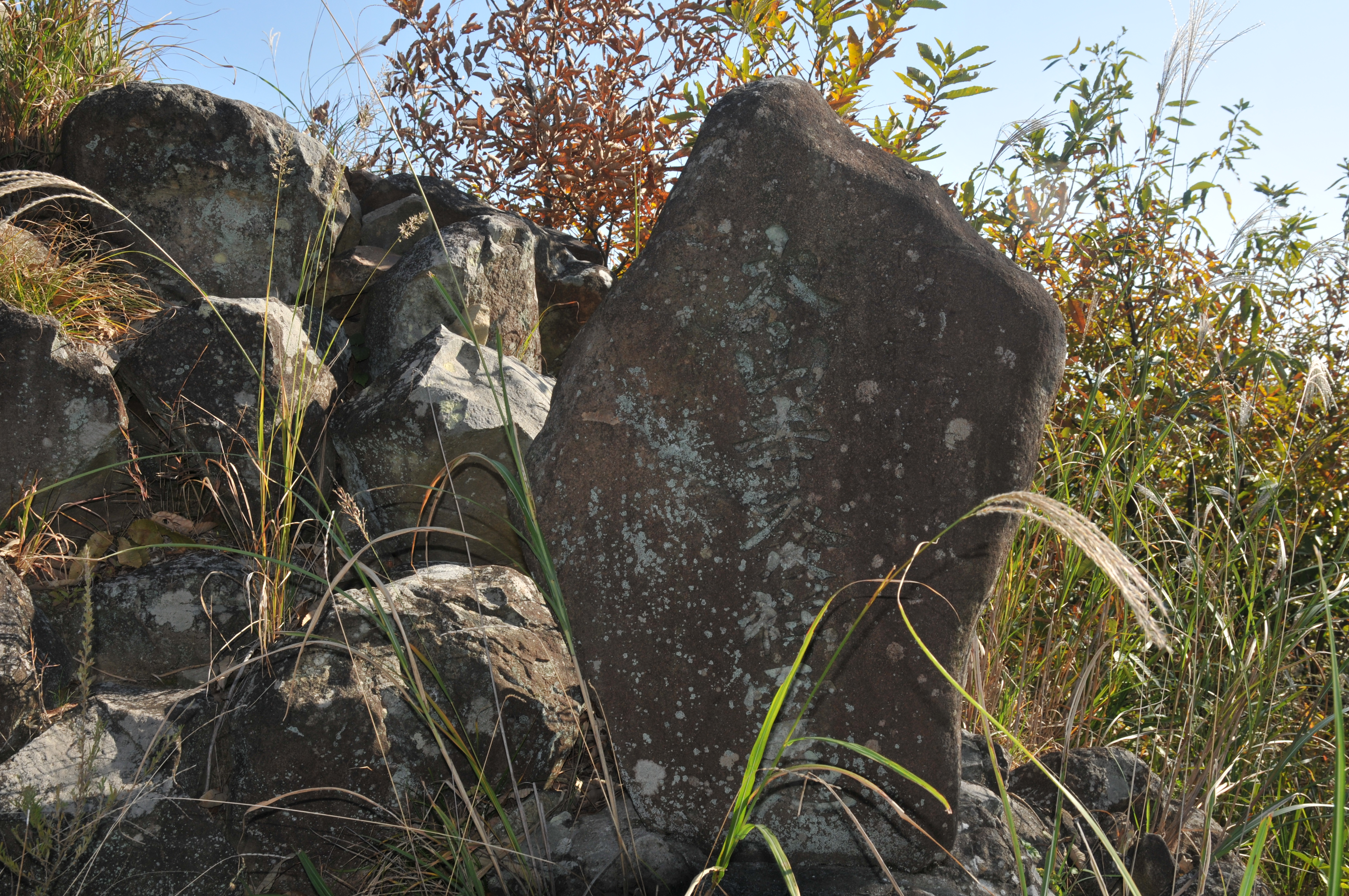
自然石をそのまま用いた石碑の例（太山寺発祥地の碑）
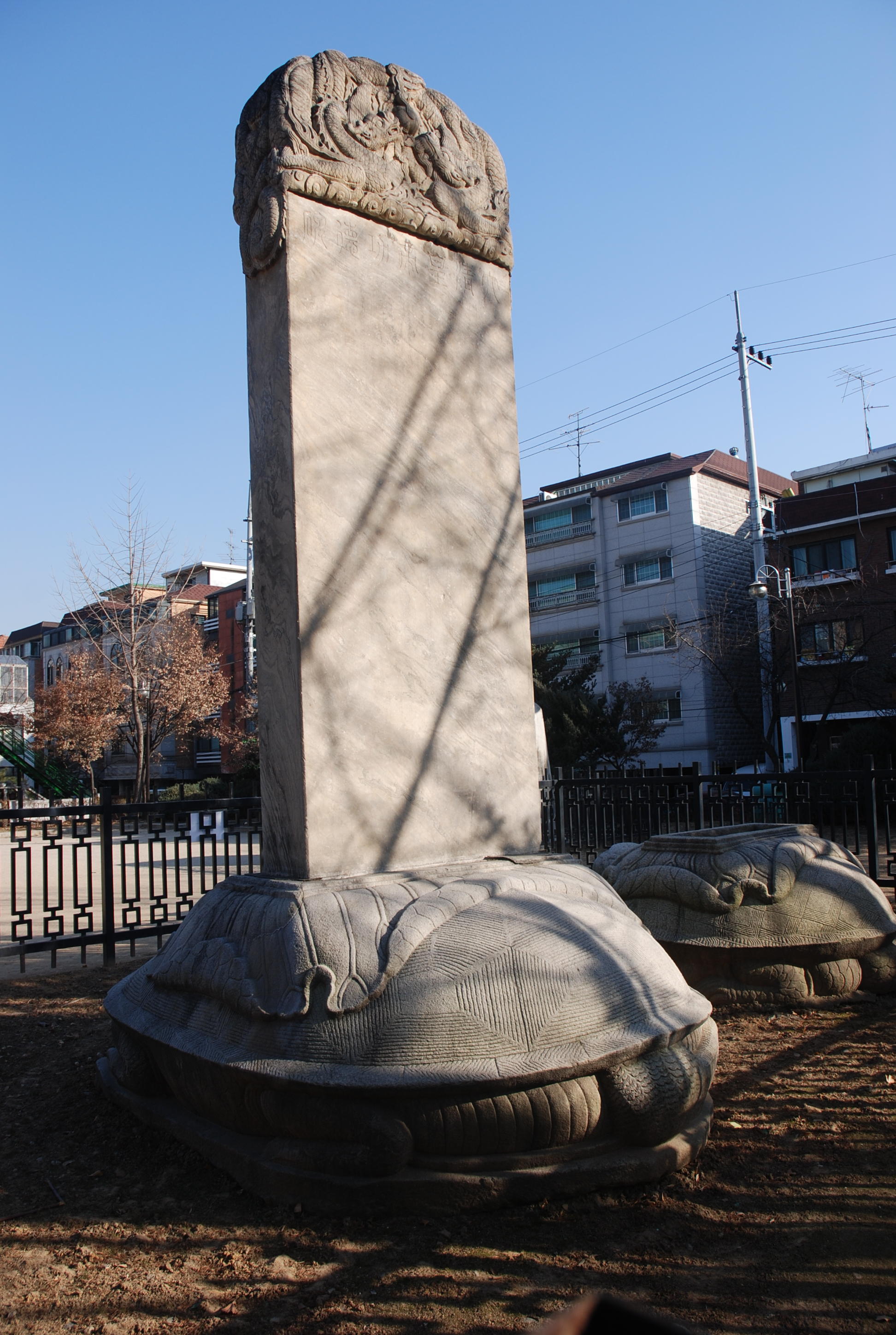
螭首と亀趺がある大清皇帝功徳碑
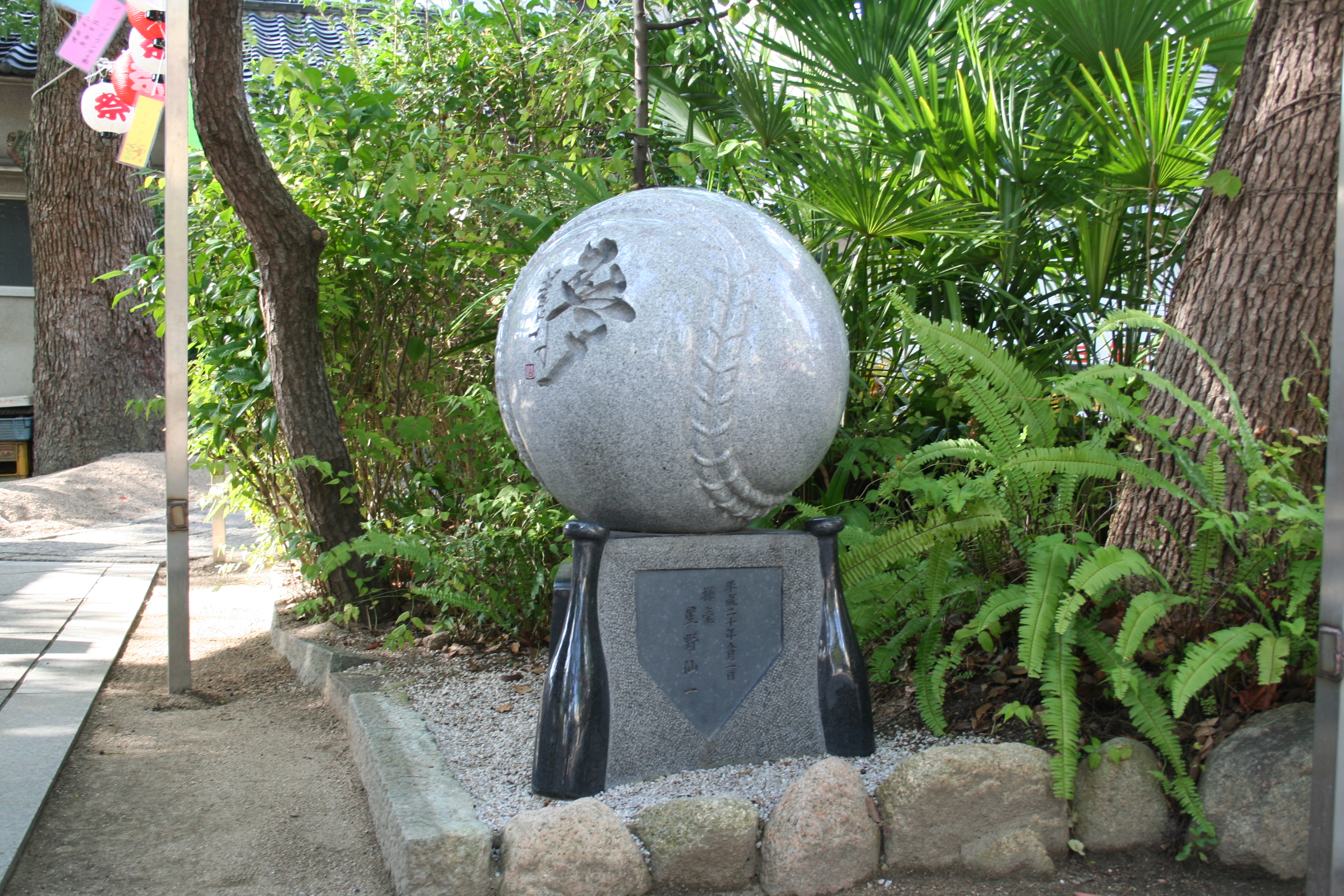
阪神甲子園球場南西部にある素盞嗚神社 の星野仙一記念碑
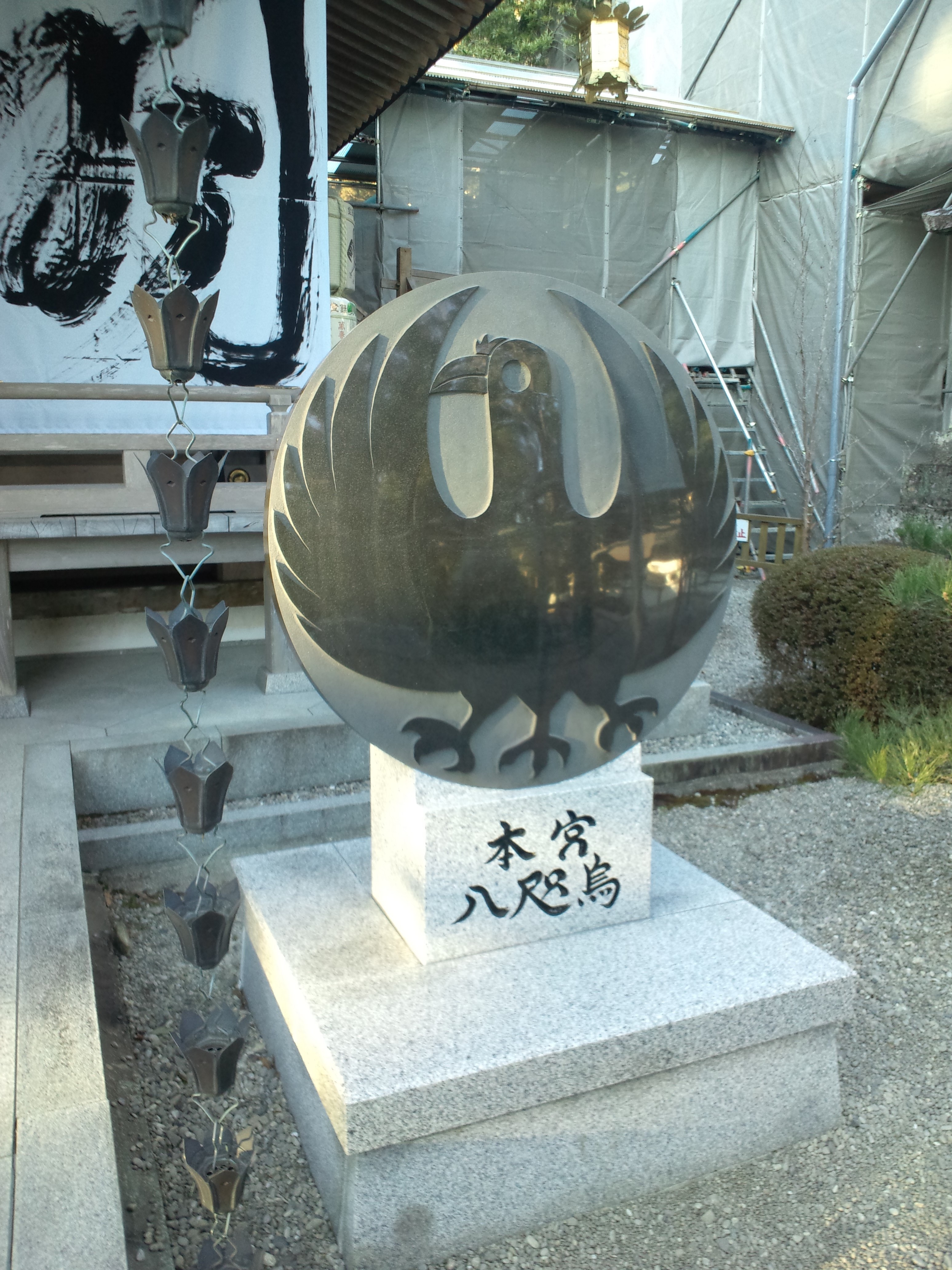
熊野本宮大社の八咫烏
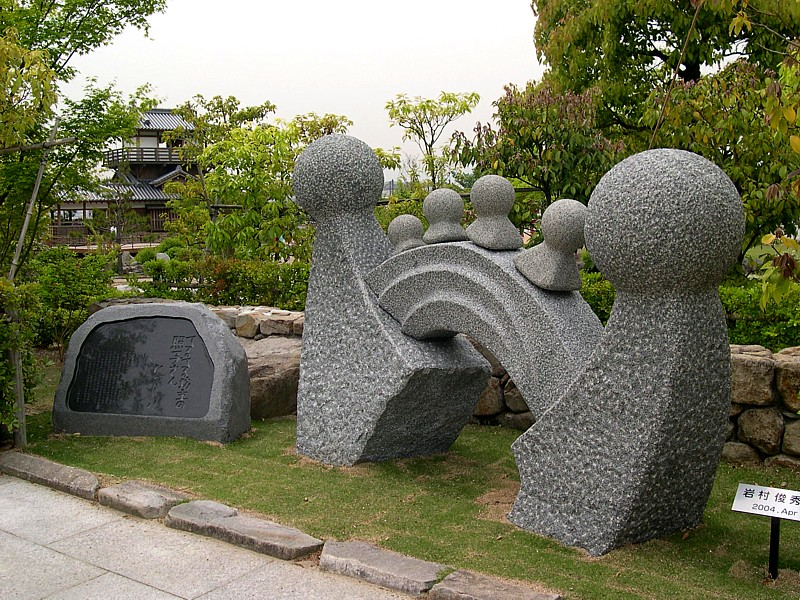
池田城跡公園に設置された朝ドラ「てるてる家族」の記念碑､「てるてる坊主の照子さん文学碑」（通称「てるてる記念碑」）

## 中国
中国では、方形板状の物を「碑」、円形の物を「碣」といい、合わせて「碑碣」という。起源としては、犠牲（いけにえ）を繋ぐための柱、棺を墓穴に降ろすための柱、などの説がある。碑は後漢の中頃から始まり、当初は、碑身の上部に「穿」という穴があり、碑首には「暈」という三筋ほどの虹形の溝があった。後には、穿も暈もなくなり、「亀趺」という亀の形をした台座と、「螭首」という竜のような想像上の動物を碑の頭部に浮き彫りにする事が、定型となった。中国の影響を受けた朝鮮でも同じような石碑が建てられた。
碑といえば「漢碑」と言われるほど、漢代には数多くの名碑が立てられた。漢代の石碑は、秦代の小篆体の刻石に倣い、隷書の形式を正書体化するべく、さらに姿を整えたものである。碑は、「趺」と呼ばれる土台の上に「碑身」が載せられ、碑身の上部には、現在の額の起源である「題額」がある。

## インドネシア

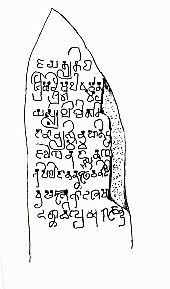
クタイ王国、ムーラヴァルマン王の石碑

インドネシアの古代王国では、プラサスティ（prasasti）と呼ばれる記念碑が建てられた。これは王の詔勅を石に刻む古代インドネシアの習慣によるもので、しばしば、東南アジア史の研究書では、「刻文」と訳されるものである。プラサスティには、多様な形態があり、西ジャワのタルマヌガラ王国のように楕円形の自然石が用いられる場合もあれば、犠牲として捧げる動物を結びつける杭として使われたユパ（yupa）と呼ばれるものもあった。ユパでは、5世紀に東カリマンタンで繁栄したクタイ王国の王、ムーラヴァルマンが犠牲として捧げる動物を結びつける杭として使われたものが有名である。

## 南北アメリカ

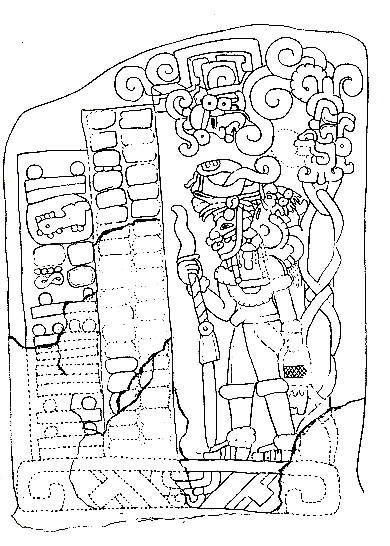
エル＝バウル石碑1号（グアテマラ）
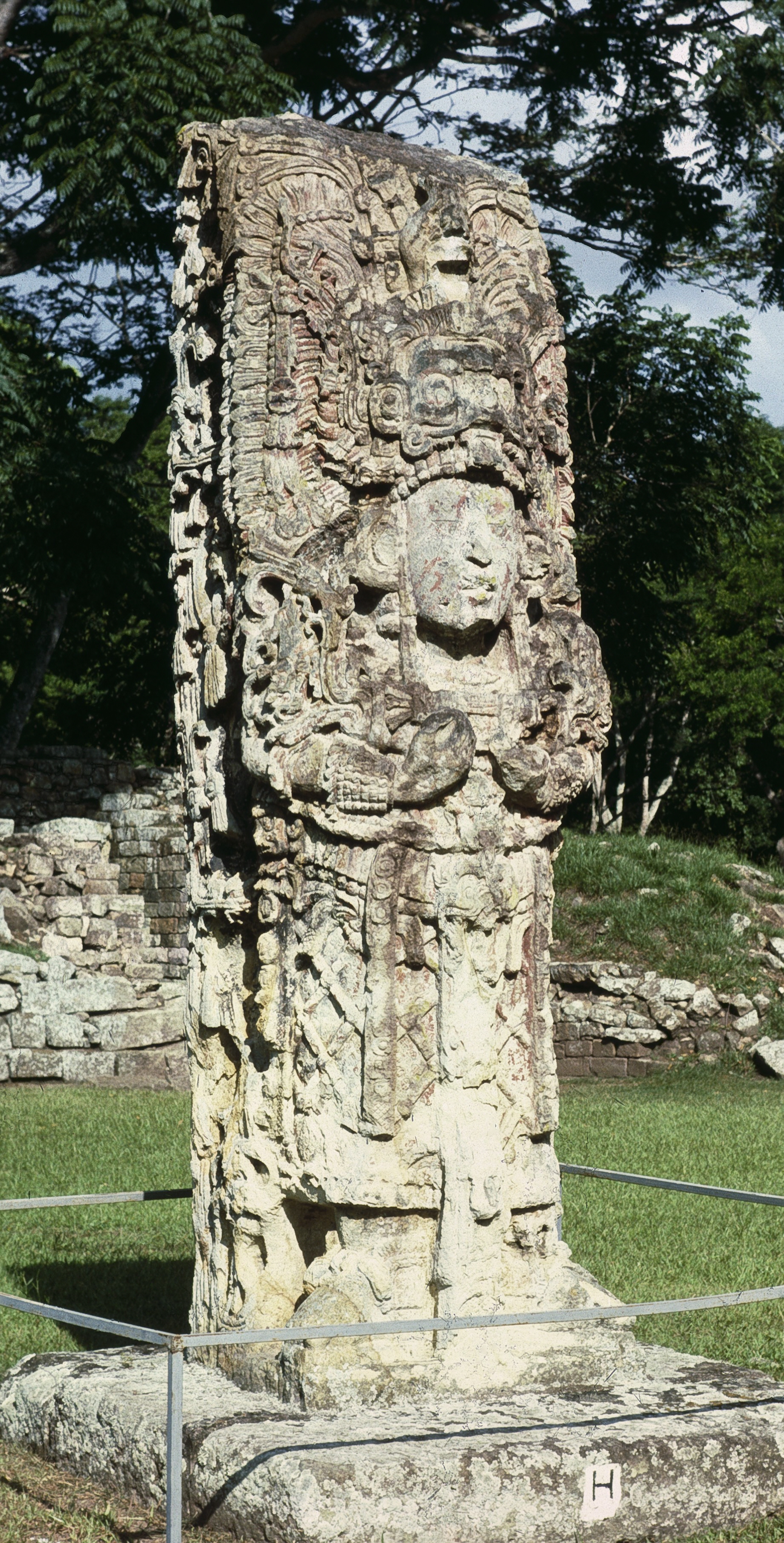
コパン石碑H。（ホンジュラス）
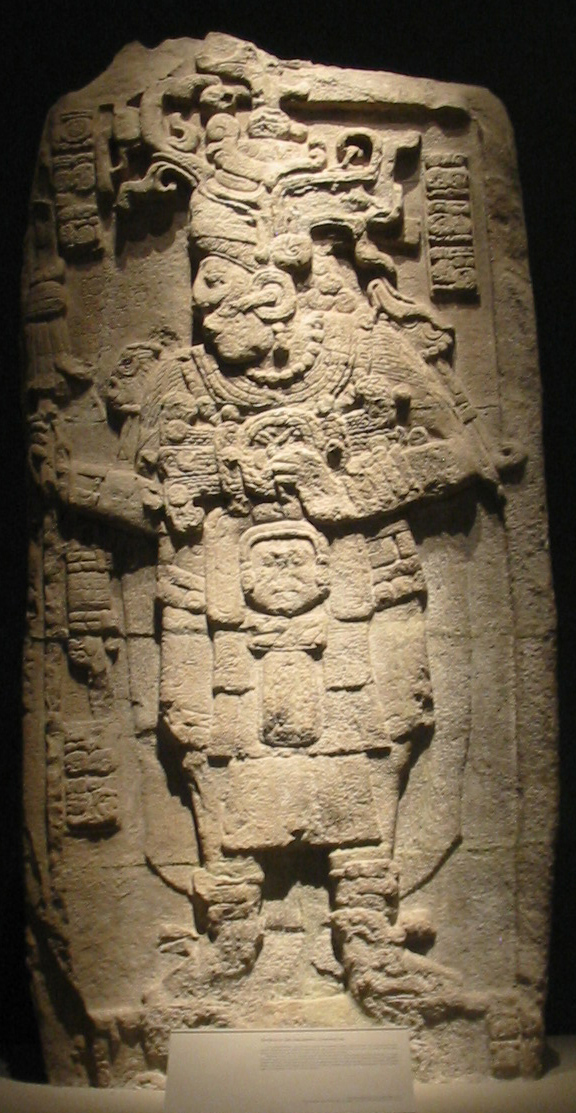
カラクムル遺跡石碑51で731年の記録がされているユクノーム・トーク・カウィール王のもの。メキシコにある古典期マヤの遺跡で、117基という最も多くの石碑（ステラ）が残ることで知られている。画像は（メキシコ国立人類学博物館蔵）